# Алтикарасуський сільський округ
Алтикарасу́ський сільський округ (каз. Алтықарасу ауылдық округі, рос. Алтыкарасуский сельский округ) — адміністративна одиниця у складі Темірського району Актюбінської області Казахстану. Адміністративний центр — село Алтикарасу.
Населення — 1148 осіб (2021; 1584 у 2009, 2270 у 1999, 2681 у 1989).
Станом на 1989 рік існувала Алтикарасуська сільська рада (села Алтикарасу, Єдільсай, Єнбекші).

## Склад
До складу округу входять такі населені пункти:
| Населений пункт  | Колишні назви | Населення, осіб (1999) | Населення, осіб (1999) | Населення, осіб (2009) | Населення, осіб (2021) |
| ---------------- | ------------- | ---------------------- | ---------------------- | ---------------------- | ---------------------- |
| Алтикарасу, село | -             | 1739                   | 1491                   | 879                    | 642                    |
| Єнбекші, село    | -             | 484                    | 469                    | 485                    | 315                    |
| Саритогай, село  | Єдільсай      | 458                    | 310                    | 220                    | 191                    |